# ميشيل سورين
ميشيل سورين (بالفرنسية: Michel Sorin)‏ هو مدرب كرة قدم ولاعب كرة قدم فرنسي في مركز الدفاع، ولد في 18 سبتمبر 1961 في Cossé-le-Vivien ‏ في فرنسا. لعب مع ستاد رين وستاد لافال ونادي بريست.

## وصلات خارجية
- ميشيل سورين على موقع قاعدة بيانات كرة القدم.إي يو (الإنجليزية)
- ميشيل سورين على موقع Soccerway.com (الإنجليزية)
- ميشيل سورين على موقع عالم كرة القدم.نت (الإنجليزية)
- ميشيل سورين على موقع GSA (الإنجليزية)